# Nemeske
Nemeske ist eine ungarische Gemeinde im Kreis Szigetvár im Komitat Baranya. Zur Gemeinde gehört der nördlich gelegene Ortsteil Görösgal.

## Geografische Lage
Nemeske liegt ungefähr acht Kilometer südwestlich der Stadt Szigetvár. Die Nachbargemeinde Kistamási befindet sich ein Kilometer südlich des Ortes.

## Sehenswürdigkeiten
- János-Póré-Gedenktafel (Póré János emlékműve)
- Landhaus Nádosy (Nádosy-kúria), im Ortsteil Görösgal
- Reformierte Kirche, erbaut 1792 (Spätbarock)
- Römisch-katholische Kirche Szentháromság, im Ortsteil Görösgal
- Weltkriegsdenkmal (I. és II. világháborús emlékmű)

## Verkehr
Durch Nemeske verläuft die Nebenstraße Nr. 58109. Die Gemeinde ist angebunden an die Eisenbahnstrecke von Barcs nach Szentlörinc.